# Ephemeros
Ephemeros ist eine 2010 gegründete Funeral-Doom-Band.

## Geschichte
Die 2010 gegründete Band wurde von Mitgliedern von Nux Vomica, Graves at Sea, Uzala, Elitist, und Bastard Feast als Nebenprojekt initiiert. Das in den Haywire Studios eingespielte und von Audiosiege Engineering gemasterte Debüt All Hail Corrosion erschien im August 2013. All Hail Corrosion wurde international rezensiert und durchschnittlich bis positiv aufgenommen. Frédéric Cerfvol kritisierte mangelnde Originalität für das britische Webzine Doom-Metal.com. Kim Kelly schrieb hingegen für das amerikanische Pitchfork Media, dass die handwerkliche „Qualität der Musikalität“ sowie die „Liebe zum Detail hervorragend“ sei und die Band das Potential habe, dem Funeral Doom „neues Leben“ einzuhauchen. Weitere Webzines wie This Is Not a Scene, metal.it, Metalreviews und Metal Observer lobten die Veröffentlichung ebenso. Nur wenige Besprechungen fielen wie die für The Spill Magazine verfasste eher negativ aus.

## Stil
Der Banddarstellung des Webzines Doom-Metal.com zufolge spielt Ephemeros „Funeral Doom […] ohne atmosphärische Synthesizer.“ Der von Ephemeros gespielte Funeral Doom sei „dynamischer und aggressiver“ als im Genre üblich. In Besprechungen wird hinzukommend auf die kreative Offenheit gegenüber anderen Stilen und die Vielfalt der Einflüsse auf den eigenen Stil von Ephemeros verwiesen. So präsentiere die Band einen „Crossover auf der Basis eines breit verstandenen Begriff von Doom Metal“.
„Das erschreckend langsame Tempo und die Gesamtbildsprache sind die des Funeral Doom, aber die wärmeren und körnigeren Gitarrenspuren entlehnen sich manchmal dem Death Metal, manchmal dem Sludge und […] weisen sogar auf traditionellen Bands wie Reverend Bizarre hin.“ Die Stimme variiert derweil in unterschiedlichen Facetten gutturalen Gesangs. Greenes Ausdruck reicht vom unteren Kreischen bis zu den hässlichst erbrechenden Growling und zeuge ebenso von Wut wie von Pessimismus und Verlust. Das Gitarrenspiel wird ebenso dem regulären Funeral Doom gegenüberstellend als dynamischer und variabler beschrieben. Wo andere Genre-Vertreter Gefahr laufen ihre Musik in der Lethargie und Stagnation des Gitarrenspiels zu erdrücken, sei es Ephemros gelungen „einen Hoffnungsschimmer in einem Genre gegeben, das am ehesten für seine abgründige Verzweiflung populär ist.“

## Diskografie
- 2013: All Hail Corrosion (Album, Seventh Rule Recordings/Parasitic Records)